# Massa e Cozzile
Massa e Cozzile /'masːa e ko'ʦːile/ je italská obec v toskánské provincii Pistoia, 50 km severozápadně od Florencie. Městská obec má rozlohu 16 km² a zhruba 7200 obyvatel.

## Vývoj počtu obyvatel
Počet obyvatel